# 臺北醫學大學附設醫院

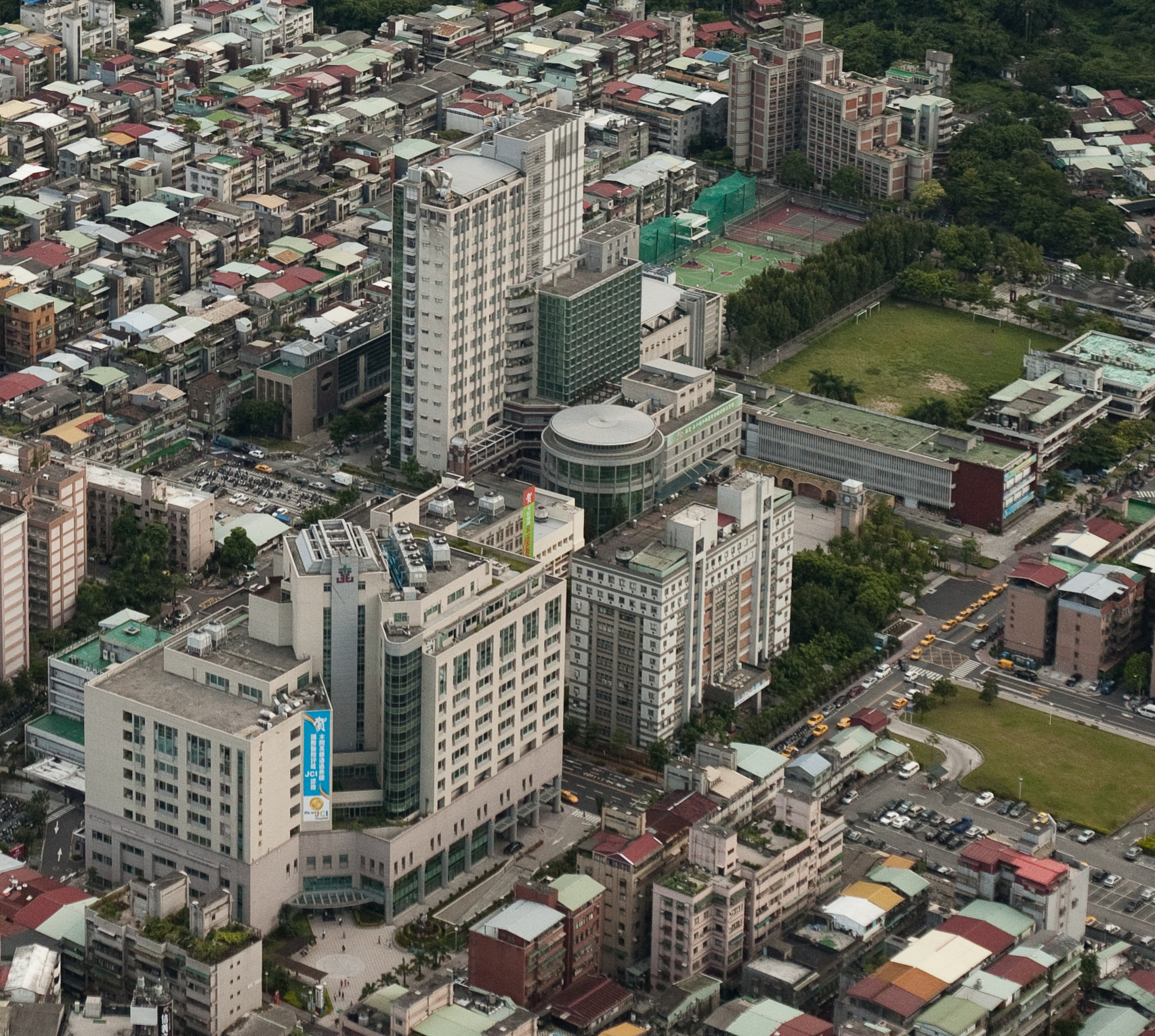
臺北醫學大學校本部與附設醫院

臺北醫學大學附設醫院，簡稱北醫附醫，是臺北醫學大學的附設醫院，創立於1976年。1994年增建第二醫療大樓，2007年完成第三醫療大樓，2022年啟用臺北癌症中心大樓。

## 歷史沿革

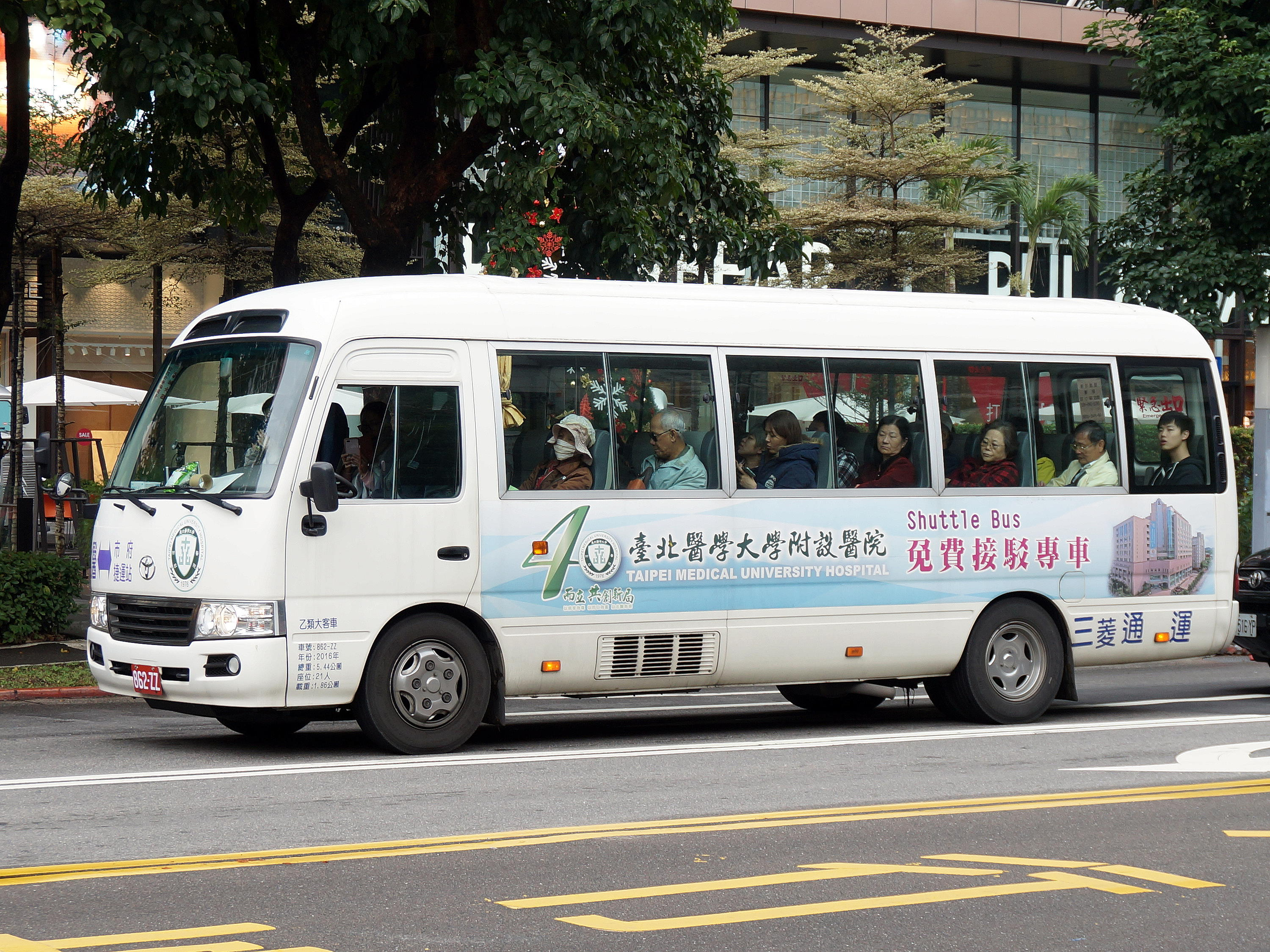
臺北醫學大學附設醫院接駁車

- 1962年8月，臺北醫學院董事會通過《私立台北醫學院附設醫院組織章程》

- 1968年6月，第一醫療大樓動工，預計於1969年冬天完工。

- 1969年6月，第一醫療大樓設計由放射型建築改為BLOCK型建築，再度動工。

- 1976年8月，附醫開診，開辦內科、外科、婦產科、小兒科門診，首位門診病患為小兒科病患。

- 1977年9月，正式開辦勞健保。

- 1985年6月，晉升二級教學醫院，公、勞保給付由7折提高為75折。

- 1988年4月，以預定擴建第二醫療大樓後，全院共381床作為評鑑基礎，通過衛生署評鑑，正式成為區域醫院。

- 1989年5月，臺北醫學院整體發展委員會決議，增建第二醫療大樓，地上八層及地下二層，共120床。

- 1990年6月，第二醫療大樓動土典禮

- 1994年6月，第二醫療大樓落成啟用

- 1996年4月，第一醫療大樓整建完工

- 1996年8月，全面開放夜間門診

- 2000年3月，通過全國唯一區域暨甲級教學醫院評鑑

- 2004年2月，第三醫療大樓動土典禮

- 2007年8月，第三醫療大樓開幕

- 2010年9月，癌症醫院大樓開幕，整合癌症醫療整合，個人化癌症治療時代來臨。

- 2012年7月，導入全國第一家「病房雲端照護系統」

- 2013年3月，「拇山國際醫療癌症特別門診」開診，個人化全方位癌症團隊醫療時代的來臨。

- 2015年12月，加入「大臺北地區創傷體系」

- 2016年5月，急診空間改造工程完工

- 2017年1月，通過衛福部重度級急救責任醫院

- 2018年5月，第三醫療大樓整建工程開幕

- 2020年5月，防疫醫護專家團「Taiwan We Go Team」赴史瓦帝尼協助防疫

- 2021年2月，防疫醫護專家團第二次赴史瓦帝尼協助防疫

- 2021年1月，臨床研究中心成為「新冠肺炎疫苗」人體試驗收案醫院之一。

## 成立宗旨與願景
宗旨：以創新、卓越、尊重生命的理念，達成大學附設醫院教學、研究、服務之使命。
願景：成為國際一流的大學醫學中心。
核心價值：以病家為尊、以同仁為重、以北醫為榮。
目標：建構智慧醫院及健康照護生活圈，提供五全的醫療照護。
※ 五全：全人、全家、全隊、全程、全社區

## 歷任院長
| 任別 | 姓名   | 任期                                |
| ---- | ------ | ----------------------------------- |
| 1    | 江萬煊 | 1976年2月~1977年7月                 |
| 2    | 廖應隆 | 1977年8月~1978年10月                |
| 3    | 劉和育 | 1978年11月~1980年7月                |
| 4    | 林守田 | 1980年8月~1983年7月                 |
| 5    | 李宏生 | 1983年8月~1990年7月                 |
| 6    | 陳守誠 | 1990年7月~1992年7月                 |
| 7    | 陳庵君 | 1992年8月~1996年8月                 |
| 8    | 潘憲   | 1996年9月~2002年8月                 |
| 9    | 吳志雄 | 2002年9月~2009年6月                 |
| 10   | 李飛鵬 | 2009年7月~2011年5月                 |
| 11   | 陳振文 | 2011年6月~2014年12月                |
| 12   | 陳瑞杰   | 2015年1月~2020年12月                |
| 13   | 邱仲峯 | 2021年1月~2023年3月（桃色風波請辭） |
| 14   | 施俊明 | 2023年4月~迄今                      |

## 援外活動
中華民國與史瓦帝尼政府於2008年簽訂雙邊合作協定，旋即開始派遣醫療人員駐史服務。2009起由臺北醫學大學承辦「駐史瓦帝尼醫療服務計畫」，並由臺北醫學大學附設醫院支援，派駐醫療人員推動各項衛生改善、義診、當地醫療人員培訓等計畫。
2021年1月，史瓦帝尼因新型冠狀病毒疫情嚴重，向中華民國外交部請求醫療協助。外交部委託臺北醫學大學附設醫院組織「防疫專家團」赴史瓦帝尼防疫。臺北醫學大學附設醫院在短時間內整備後於1月14日出發，前往史瓦帝尼協助對抗新型冠狀病毒疫情長達1個月。
北醫防疫專家團成員包括陳立遠醫師、黎書亮醫師、李芯妤呼吸治療師、李珮綺副護理長及鄒怡君護理師等5人，北醫附醫邱仲峯院長則在台率領相關科別醫護人員組成顧問團，克服時差、透過遠距通訊提供專家團治療諮詢意見。
臺北醫學大學附設醫院「防疫專家團」於2021年2月結束任務後，經過集中檢疫隔離後，於2021年3月11日接受外交部吳釗燮部長接見，感謝臺北醫學大學附設醫院支援中華民國外交籌組防疫團隊。 

## 新型冠狀病毒國產疫苗臨床試驗
為因應新型冠狀病毒疫情，臺灣多家廠商投入開發新冠病毒疫苗，為因應第2期臨床試驗收案，臺北醫學大學附設醫院接受高端疫苗、聯亞生技委託，加入全國臨床試驗團隊。
為加快疫苗臨床試驗進度，臺北醫學大學附設醫院臨床研究中心採「週休零日」的模式，加快收案速度。臺北醫學大學附設醫院邱仲峯院長表示，臺北醫學大學附設醫院在臨床試驗有2大優勢：取得充足國內外認證，包含國際上對臨床研究受試者保護最嚴格的美國臨床研究受試者保護評鑑（AAHRPP）、美日等藥物主管機關評鑑的認證。
臺北醫學大學附設醫院在高端疫苗、聯亞生技各收750、500多名受試者，收案人數都是全國最高。

## 獲獎紀錄

### 2021年
- 君蔚國際醫療中心榮獲國家生技醫療品質獎銀獎
- 君蔚國際醫療中心、復健醫學部、神經外科、顱顏中心、預防醫學暨社區醫學部、護理部、教學部、藥劑部等九項目通過SNQ國家品質認證標章

### 2020年
- 榮獲SNQ國家品質標章1座銀獎與9項標章認證
- 零接觸式防疫科技平台、微創遠端橈骨骨折復位鉗3D列印輔助器材榮獲「第十七屆國家新創獎」

### 2019年
- 榮獲八項SNQ國家品質認證標章
- 遠距人工智慧重症照護平台榮獲「未來科技突破獎」、「最佳人氣技術獎」與「第十六屆國家新創獎」
- 通過醫策會急性冠心症疾病照護品質認證

### 2018年
- 醫院評鑑暨教學醫院評鑑合格
- 兒童腦瘤團隊通過SNQ國家品質認證標章

### 其他獲獎紀錄
- 駐史瓦帝尼醫療團榮獲「第二屆國際醫療典範獎」
- 通過衛福部「重度級急救責任醫院」評定
- 國際健康促進醫院再認證通過
- 四度通過美國國際醫院評鑑JCIA最高榮耀
- 全球首家通過世界衛生組織「國際安全醫院」認證機構
- 榮獲全球達文西手術傑出成就獎
- 高標通過衛生福利部國際醫療醫院訪查
- 通過衛福部醫院評鑑特優醫院
- 行政院英語服務金質標章認證醫院

## 評價
臺北醫學附屬醫院曾爆發多起醫師性騷擾案，包含2020年乳房科醫師杜世興，被爆料在診間對女護理師親臉頰與摟抱騷擾。多次在診間對女護理師言語及性騷擾，遭拔除主管職位，目前仍在台北醫學附屬醫院內擔任主治醫師。

## 醫療專科[8]
- 疫苗預約與颱風特別開藥門診
  - 猴痘疫苗公費門診
  - 成人流感疫苗(公費)
  - COVID-19疫苗公費門診
- 內科系
  - 一般內科
  - 神經內科
  - 消化內科
  - 心臟內科
  - 成人感染科
  - 胸腔內科
  - 腎臟內科
  - 新陳代謝科(內分泌科)
  - 一般醫學科
  - 血液腫瘤科
  - 過敏免疫風濕科
  - 精神科
  - 整合照護醫學科

- 外科系
  - 消化系外科
  - 大腸直腸外科
  - 乳房外科
  - 甲狀腺外科
  - 創傷外科
  - 心臟血管外科
  - 胸腔外科
  - 整形外科
  - 小兒外科
  - 泌尿科
  - 耳鼻喉科
  - 眼科
  - 運動醫學暨關節重建科
  - 脊椎骨科
  - 一般骨科
  - 神經外科

- 婦兒科系
  - 婦科
  - 產科
  - 小兒科
  - 健兒門診（預防注射）
  - 生殖醫學科

- 牙科系
  - 高齡者牙科
  - 家庭牙醫科暨牙體復形科
  - 口腔顎面外科
  - 齒顎矯正科
  - 牙周病科
  - 兒童牙科
  - 贋復牙科
  - 牙髓病科
  - 口腔特殊需求照護門診
  - 人工植牙特別門診

- 其他科系
  - 高齡醫學科
  - 影像醫學部
  - 復健科
  - 核子醫學科
  - 傳統醫學科
  - 安寧療護科
  - 放射腫瘤科
  - 營養諮詢
  - 家庭醫學科
  - 家庭醫學科(疫苗門診)
  - 職業醫學科
  - 皮膚科
  - 病理科
  - 藥師門診
  - 麻醉科(疼痛門診)
  - 急診醫學科
  - 顱顏中心
  - 美容醫學中心
  - 體重管理中心
  - 睡眠中心
  - 血友病中心
  - 遺傳諮詢門診
  - 遠距醫療門診
  - 質子中心諮詢門診

## 相關書籍
- 《生命關鍵、健康永續 北醫附醫全人醫療的溫柔革命》／作者： 黃亞琪／出版社：發光體／出版日期：2023年7月26日／ISBN 9789860694871。

## 外部連結
- 臺北醫學大學附設醫院官方網站 （页面存档备份，存于）